# Аутовање
Аутовање је процес објављивања сексуалне оријентације или родног идентитета особе без њеног пристанка. Овај израз се користи када се сексуална оријентација неке особе објави у знак подршке геј правима. Аутовање је посебно намењено познатим личностима у друштву, као што су политичари, спортисти или уметници. Противници покрета за права ЛГБТ+ особа и активисти из ЛГБТ+ заједнице критиковали су употребу ове акције као кампању или политичку тактику. Наводе да мотивација за овај чин долази најчешће због љубоморе, освете или зависти.